# Ferrovia

Mappa della rete ferroviaria mondiale nel 2022.

Ferrovia (termine creato intorno alla metà del XIX secolo) o anche strada ferrata o strada di ferro), indica generalmente l'infrastruttura ferroviaria di trasporto terrestre, idonea alla circolazione di treni. Per estensione, la medesima parola assume anche il significato di "linea ferroviaria" o di "sistema ferroviario", indicando in quest'ultimo caso tutte le infrastrutture, la tecnologia e il personale, necessari a garantire la circolazione dei treni sulle linee ferroviarie.

## Storia

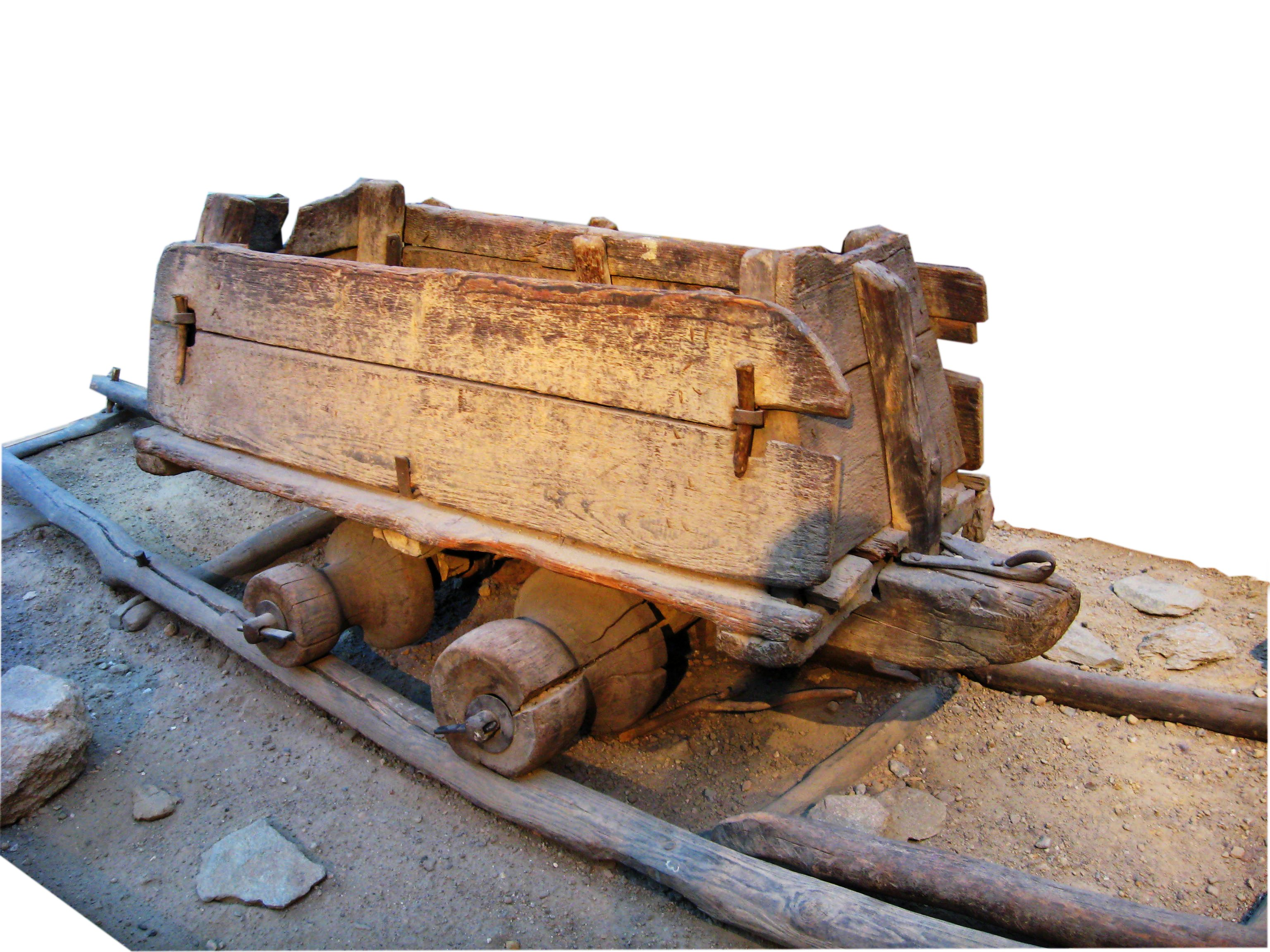
Un carrello minerario del XVI secolo su un binario interamente in legno, prima forma di ferrovia.

Le origini della ferrovia si individuano tradizionalmente nel Regno Unito, dove venivano utilizzate ferrovie con trazione a cavalli, sia nelle zone minerarie per l'asportazione del minerale estratto che nelle grandi città con funzioni di trasporto pubblico.
Nel 1804, Richard Trevithick, utilizzò per la prima volta una locomotiva a vapore, e la prima ferrovia pubblica fu il Stockton & Darlington Railway inaugurata nel Regno Unito nel 1825.
Tuttavia è di norma dare come inizio delle ferrovie la famosa gara di Rainhill in Inghilterra per individuare la futura locomotiva adatta a percorrere la linea Liverpool - Manchester. L'ing. George Stephenson costruì la Rocket nel 1829, considerata capostipite delle locomotive poiché unisce i meccanismi fondamentali come la caldaia tubolare e il tiraggio del camino. Con essa Stephenson raggiunse i 48 km/h e i 28 km/h con un convoglio di 17 tonnellate. In Inghilterra le ferrovie si svilupparono e contribuirono allo sviluppo della rivoluzione industriale. Sin da allora le linee ferroviarie britanniche usarono assegnare dei nomi specifici alle varie relazioni.

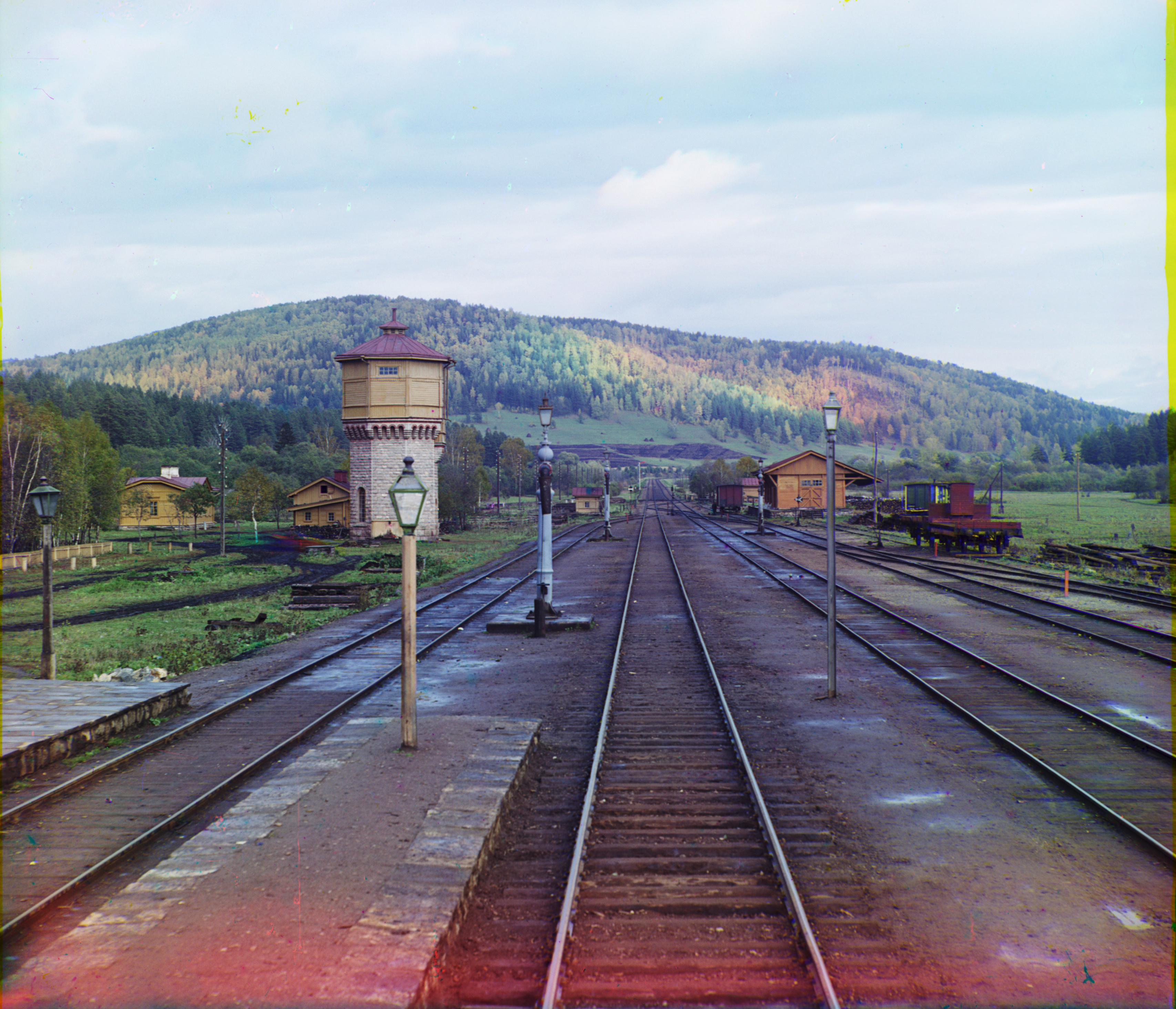
Binario della linea Transiberiana agli inizi del XX secolo

Nei decenni dopo la seconda guerra mondiale, i miglioramenti e gli investimenti pubblici in automobili, strade e autostrade nonché aerei hanno reso questi mezzi più pratici e convenienti per una sempre più larga schiera di utenti. In particolare negli Stati Uniti gli investimenti mirarono al miglioramento di autostrade e aeroporti, delegando alla ferrovia il trasporto delle merci e trascurando per lungo tempo il trasporto di massa in ambito urbano. Lo stesso accadde per motivi diversi in Europa e in Giappone, dove furono necessari ingenti mezzi finanziari per la ricostruzione delle reti ferroviarie gravemente danneggiate dalla guerra, distogliendo così molte risorse dallo studio e sviluppo di nuove linee.
Negli Stati Uniti d'America, a causa delle grandi distanze e della scarsa considerazione delle ferrovie in ambito di trasporto di passeggeri, risulta spesso più conveniente il trasporto aereo su diverse tratte, mentre la ferrovia, con i dovuti investimenti, potrebbe essere competitiva su tragitti interurbani con distanze intermedie, come già lo è lungo il Northeast Corridor tra Boston, New York e Washington D.C.
La prima ferrovia italiana fu la Napoli-Portici, nel Regno delle Due Sicilie, che fu inaugurata il 3 ottobre 1839 dal re Ferdinando II di Borbone. Essa costituiva il primo tratto della futura Napoli-Salerno. La lunghezza di questo primo tronco era di circa 7.640 metri (altre fonti danno 7.250 m). La locomotiva Bayard raggiungeva la velocità di 60 km/h (50 km/h trainando un convoglio ferroviario).

### Le prime ferrovie per nazione

Ferrovia Liverpool-Manchester

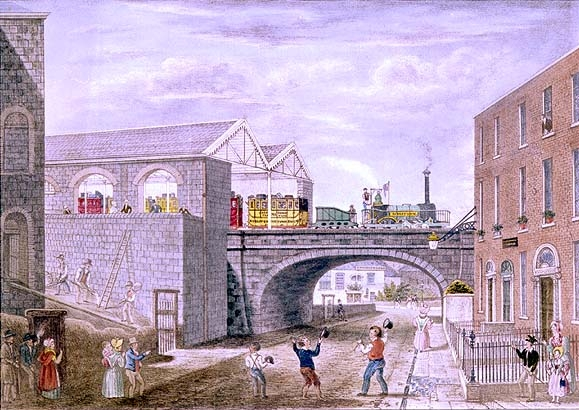
Ferrovia Dublino - Kingstown

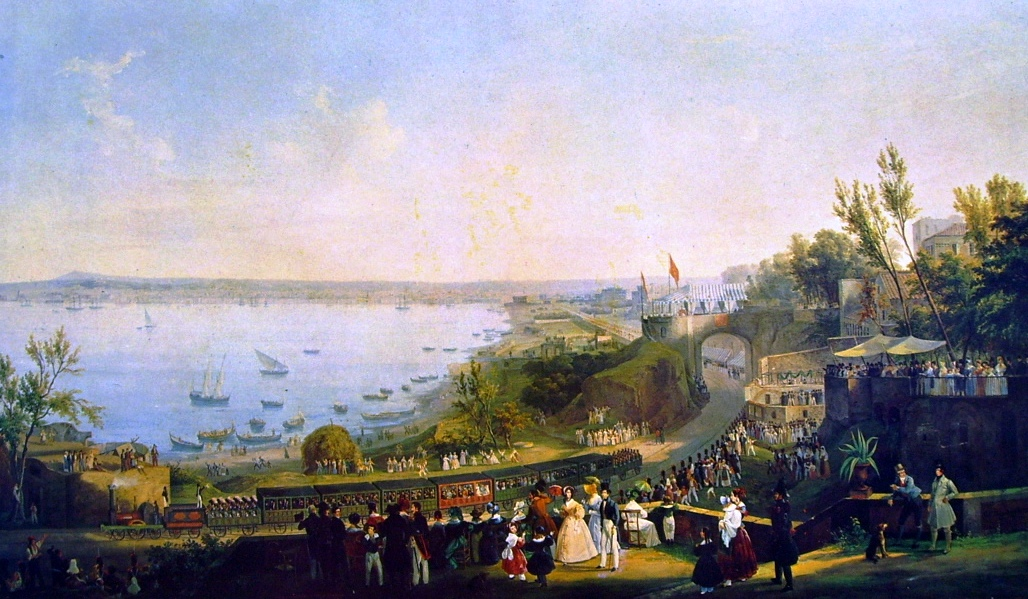
Ferrovia Napoli-Portici.

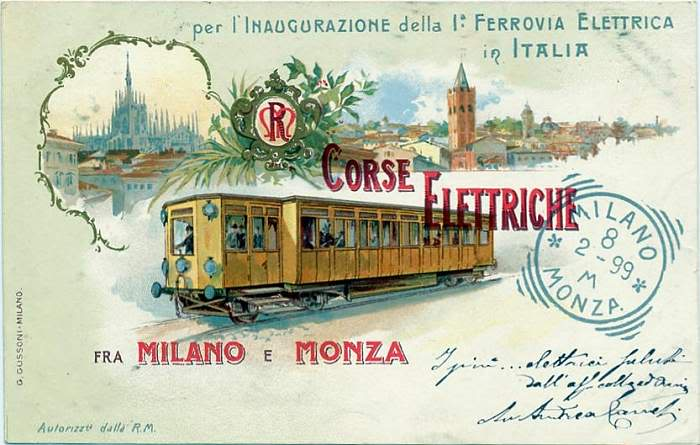
Ferrovia Milano-Monza

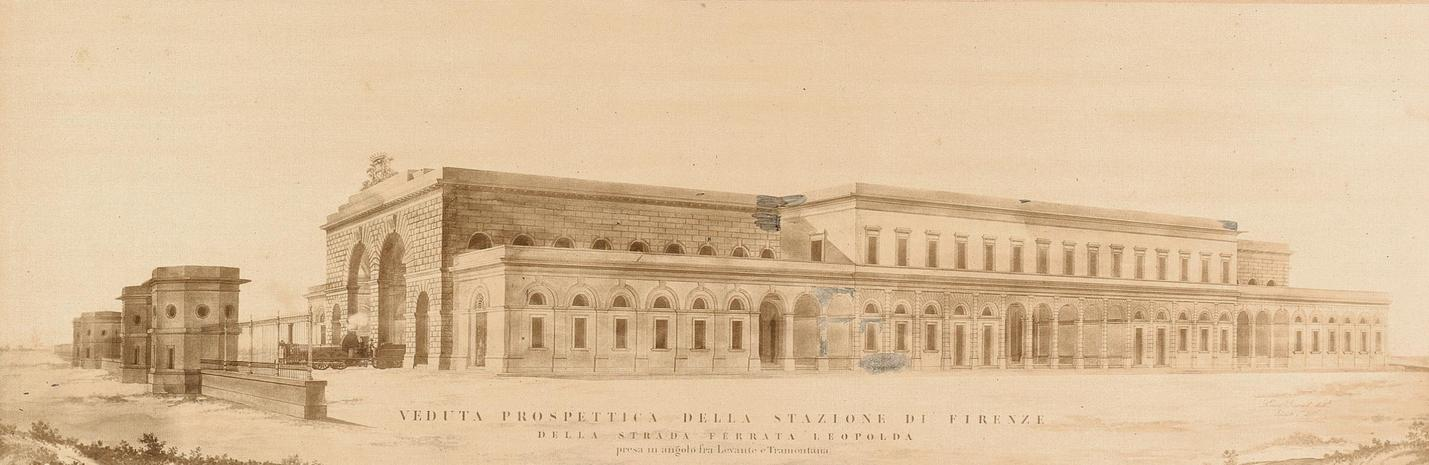
Ferrovia Pisa–Livorno

Elenco delle prime linee ferroviarie per nazione:
- Regno Unito: 1825 Stockton – Darlington (effettuato con la Locomotiva Locomotion)
- Stati Uniti d'America: 1830 Charleston – Hamburg
- Francia: 1832 Saint-Étienne – Lione
- Irlanda (Parte del Regno Unito di Gran Bretagna e Irlanda): 1834 Dublino - Kingstown
- Belgio: 1835 Bruxelles – Malines
- Regno di Baviera: 1835 Norimberga – Fürth (effettuato con la Locomotiva Adler)
- Canada (Dominio del Regno Unito di Gran Bretagna e Irlanda): 1836 La Prairie – Saint John
- Russia: 1837 Pietroburgo – Carskoe Selo
- Cuba (Parte della Spagna): 1837 L'Avana - Bejucal
- Regno di Sassonia: 1837 Lipsia - Althen
- Impero austriaco: 1838 Vienna – Floridsdorf
- Regno di Prussia: 1838 Berlino – Potsdam
- Regno delle Due Sicilie: 1839 Napoli – Portici
- Paesi Bassi: 1839 Amsterdam – Haarlem
- Regno Lombardo-Veneto: 1840 Milano – Monza
- Granducato di Toscana: 1844 Pisa – Livorno
- Ducato di Lucca: 1846 Lucca – Pisa (seconda ferrovia internazionale al mondo)
- Ungheria (Parte dall'Impero austriaco): 1846 Pest – Vác
- Danimarca: 1847 Copenaghen – Roskilde
- Svizzera: 1847 Zurigo – Baden
- Regno di Sardegna: 1848 Torino – Trofarello
- Spagna: 1848 Barcellona – Mataró
- Perù: 1851 El Callao - Lima
- Impero anglo-indiano: 1853 Bombay – Thana
- Norvegia: 1854 Oslo – Eidsvoll
- Australia (Dominio del Regno Unito): 1854 Melbourne – Port Melbourne
- Portogallo: 1856 Lisbona - Carregado
- Chedivato d'Egitto (Stato tributario dell'Impero ottomano) : 1857 Il Cairo – Alessandria d'Egitto
- Stato Pontificio: 1857 Roma – Frascati
- Argentina: 1857 Buenos Aires – San José de Flores
- Lussemburgo: 1859 Bettembourg - Esch-sur-Alzette
- Colonia del Capo (colonia del Regno Unito): 1860 Durban – The Point
- Principato di Monaco: 1868 apertura della Stazione di Monaco sulla Ferrovia Marsiglia-Ventimiglia
- Regno di Grecia: 1869 Atene – Il Pireo
- Uruguay: 1869 Montevideo - Las Piedras
- Giappone: 1872 Tokyo – Yokohama
- Liechtenstein: 1872 Ferrovia Feldkirch-Buchs
- Cina: 1876 Shanghai – Wu Sung
- Malta: 1883 La Valletta - Floriana
- San Marino: 1932 Rimini - San Marino
- Città del Vaticano: 1934 Città del Vaticano - Roma San Pietro

## Infrastruttura

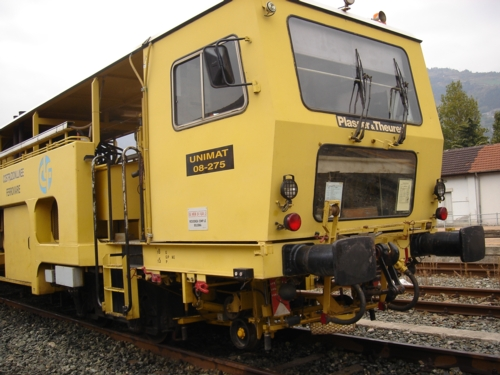
Rincalzatrice ferroviaria

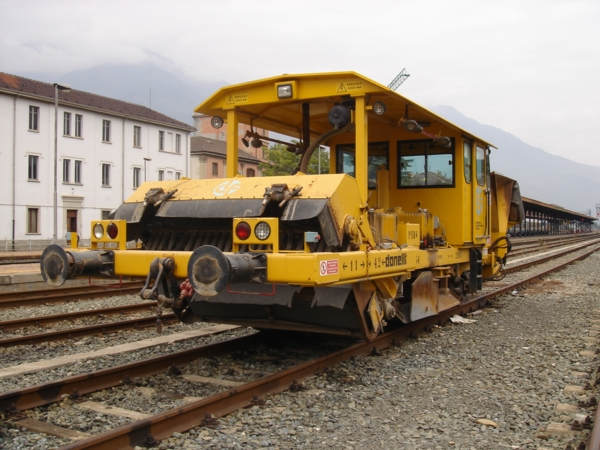
Una profilatrice ferroviaria

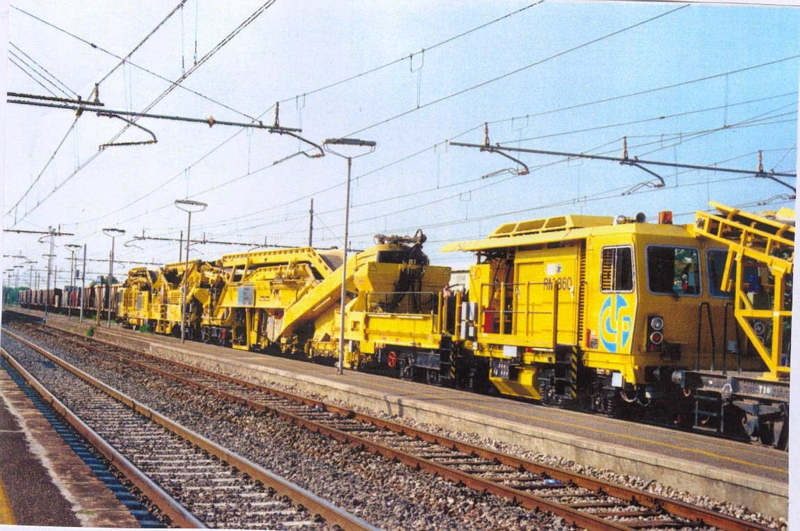
Risanatrice ferroviaria

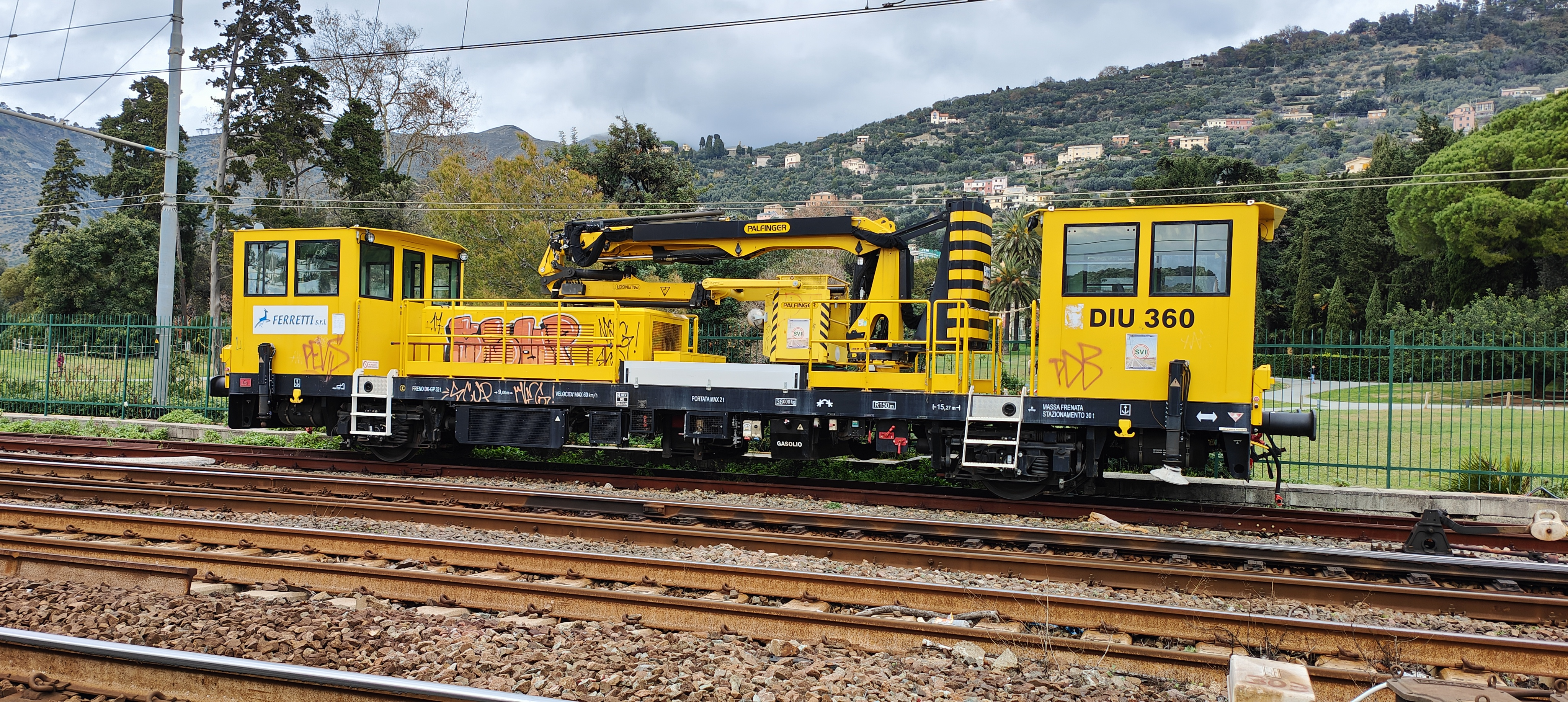
Un carro gru-manutenzione armamento (mezzo d'opera) Diu 360 della "Svi" con gru Palmfinger a Genova Nervi

L'infrastruttura ferroviaria è costituita dalla via e dalle relative opere civili, nonché dagli impianti tecnologici per i sistemi di trazione, segnalamento e sicurezza.

### Via
La via è formata da due guide metalliche di acciaio chiamate rotaie, mantenute parallele tra loro fissandole a traverse (in legno, acciaio o cemento armato precompresso), o piattaforme di cemento armato precompresso, mediante "chiavarde", grosse viti o con attacchi elastici denominati "pandrol", più moderni e di più facile messa in opera. La struttura formata dalle rotaie e dalle traverse (o dalle piattaforme) viene detta binario; la distanza fra le due rotaie (misurata tra le facce interne delle teste delle rotaie stesse) è detta scartamento.
Lo scartamento ordinario misura 1435 mm ed è quello adottato dalla maggior parte delle linee ferroviarie. Un binario con scartamento inferiore a quello ordinario, è detto "a scartamento ridotto". Il binario a sua volta è fissato al suolo tramite una struttura detta massicciata, formata da pietrisco di grande pezzatura, a spigoli vivi e costituito da rocce resistenti allo sgretolamento; la massicciata, infine è poggiata sul corpo stradale della linea ferroviaria. In caso di utilizzo di piattaforme in cemento armato precompresso, queste sono direttamente fissate al corpo stradale. Molto importanti sono le strutture di drenaggio che servono a espellere le acque piovane che altrimenti deteriorerebbero presto la massicciata.
La manutenzione oggi è svolta con l'ausilio di macchine operatrici specializzate come:
- Rincalzatrice
- Profilatrice
- Risanatrice
- Saldatrice a scintillio
- Compattatrice
- Treno rinnovatore
- Metodo ultrasonico mediante macchina

### Opere civili ferroviarie
Le opere civili, quali ad esempio ponti e gallerie, consentono alla via di inserirsi nel territorio secondo il tracciato prestabilito; in gergo ferroviario vengono complessivamente chiamate "opere d'arte".
Sin dall'epoca pionieristica della ferrovia, le opere civili ferroviarie sono state tra le opere umane più imponenti e impegnative. Basti pensare al traforo del Frejus, il primo traforo transalpino, la cui costruzione fu avviata nel 1857, o alla linea dei Giovi, inaugurata nel 1854 e costituita da una livelletta alla pendenza costante del 35 per mille, o al Severn Tunnel, galleria subalvea inglese di 7008 m aperta nel 1886.

### Sistemi di segnalamento e sicurezza

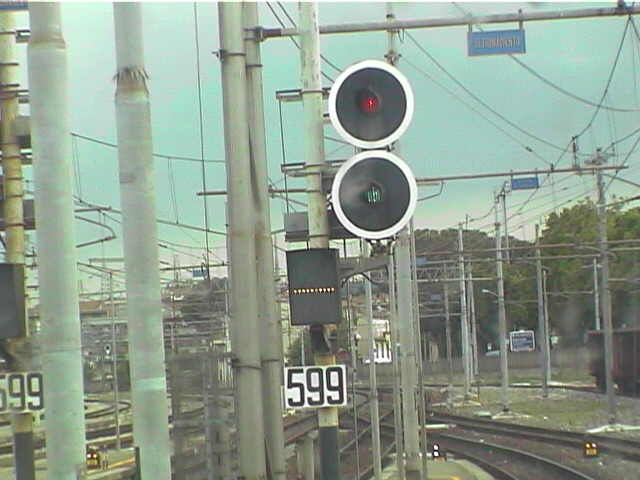
Segnale ferroviario di partenza.

A differenza della strada in cui i veicoli circolano "a vista", una ferrovia richiede sistemi di distanziamento dei treni indipendenti dalla mutua visibilità dei veicoli, poiché gli spazi di frenatura sono solitamente molto maggiori della distanza di visibilità stessa.
In ferrovia gli aspetti relativi alla sicurezza sono fin dall'origine ritenuti fondamentali. Le tecnologie relative ai "sistemi di sicurezza" sono in parte coincidenti con i già citati "sistemi di esercizio", e possono essere così raggruppate:
- Sistemi e impianti fissi per la garanzia del regime di circolazione (che garantiscono il corretto distanziamento fra treni e garantiscono che ogni treno in corsa abbia il sufficiente spazio di frenatura in funzione della sua velocità prevista).
- Sistemi di ripetizione segnali a bordo dei veicoli (ripetizione segnali e ATP o "Automatic Train Protection"), che aggiungono al tradizionale regime di circolazione l'invio di comunicazioni di sicurezza ripetendo direttamente in cabina di guida del treno l'aspetto del successivo segnale e provocando, in associazione e sotto particolari condizioni, l'intervento della frenata automatica di emergenza.
- Sistemi di controllo/comando marcia treno (SCMT o "Sistema controllo marcia treno"), mediante il quale si aggiunge alla ripetizione dei segnali un controllo continuo e dettagliato della rispondenza della velocità di marcia del treno a quella prevista, segnalata da terra; talvolta vi si può associare, a particolari condizioni, un sistema di controllo attivo della velocità o di frenata di emergenza)
- Sistemi di guida automatica dei treni (diffuso in alcune linee adibite esclusivamente a servizio di metropolitana; sono sistemi ove sono implementati dispositivi di bordo che agiscono automaticamente regolando la marcia del treno in funzione di segnali ricevuti da terra, senza bisogno di personale di condotta a bordo)

### Sistemi di esercizio
Un “sistema di esercizio” di una linea ferroviaria è un insieme di operatori, impianti tecnologici e procedure finalizzato alla gestione in sicurezza della circolazione ferroviaria nelle località di servizio e, con l’ausilio dei sistemi di distanziamento (Regime di circolazione), nei tratti di linea fra le località di servizio.
Un sistema di esercizio può essere:
- in comando e controllo a distanza (ex Telecomando), effettuato nelle località di servizio e, a seconda dell'attrezzaggio tecnologico della tratta, anche nei tratti di linea, da parte di un Dirigente Centrale Operativo (DCO) che da un Posto di Controllo remoto, verifica lo stato degli enti di diverse località di servizio e di linea e impartisce comandi per regolare l'arrivo, la partenza e il transito dei treni, oltre che delle manovre. Nelle linee in comando a distanza tutte le stazioni sono, di norma, impresenziate, per questo il DCO può avvalersi della collaborazione del personale dei treni, che è sul posto, per la risoluzione di guasti non di grave entità.
- in presenziamento sul posto delle località di servizio lungo la linea (ex Dirigenza Locale), ovvero in ogni stazione è di norma presente un regolatore della circolazione (Dirigente Movimento) che controlla, localmente, gli enti di una località di servizio e garantisce la funzione di distanziamento dei treni in linea. In alcune particolari situazioni, il presenziamento dell'impianto può essere affidato ad un Agente di Guardia, che tuttavia non può effettuare movimentazioni di deviatoi all'interno della località di servizio. Inoltre, in alcune località può essere previsto l'impresenziamento dell'impianto. In alcune linee caratterizzate da traffico intenso, i vari Dirigenti Movimento vengono coordinati da un Dirigente Centrale, che ha il compito di ottimizzare la circolazione dei treni.

È previsto inoltre, in determinate linee esercite con il sistema del presenziamento sul posto, che alcuni singoli impianti impresenziati possano essere comandati a distanza da un Dirigente Movimento di una stazione limitrofa. In tale situazione il Dirigente Movimento della stazione che comanda a distanza prende il nome di Dirigente Posto Comando (DPC) che dalla propria stazione (Posto di Comando) impartisce comandi agli enti della stazione impresenziata (Posto Satellite) tramite un sistema tecnologico chiamato "Telecomando Punto-Punto".

### Reti ferroviarie
Sono "reti ferroviarie" gli insiemi di linee fra loro interconnesse affidate alla medesima società di gestione dell'infrastruttura o di esercizio, o ricadenti sul territorio di uno Stato o di un Ente territoriale.
Per esempio le reti esistenti in Italia comprendono circa 16.779 km + 2390 km di linee a scartamento normale e ridotto, e la loro gestione è affidata alla società Rete Ferroviaria Italiana (pubblica statale) per tutte le tratte di proprietà dello Stato (16.779 km), e a società minori (private o di enti locali) per le tratte di proprietà regionale (2390 km), ad esempio le Rete di Ferrovienord in Lombardia, Ferrovie Emilia Romagna in Emilia, Ferrovie del Sud Est in Puglia. La gestione dell'infrastruttura, e la sua attribuzione a società, è regolata da norme diverse a seconda della proprietà (statale, come nel caso di RFI e FSE o regionale come Ferrovienord) della tratta, come meglio spiegato di seguito.

### Shunt
Uno schunt (lett. deviazione) è un tratto di linea ferroviaria secondaria, rispetto a quella principale, costruita per ottenere un percorso alternativo (solitamente a un nodo).

## Convogli

### Sistemi di trazione

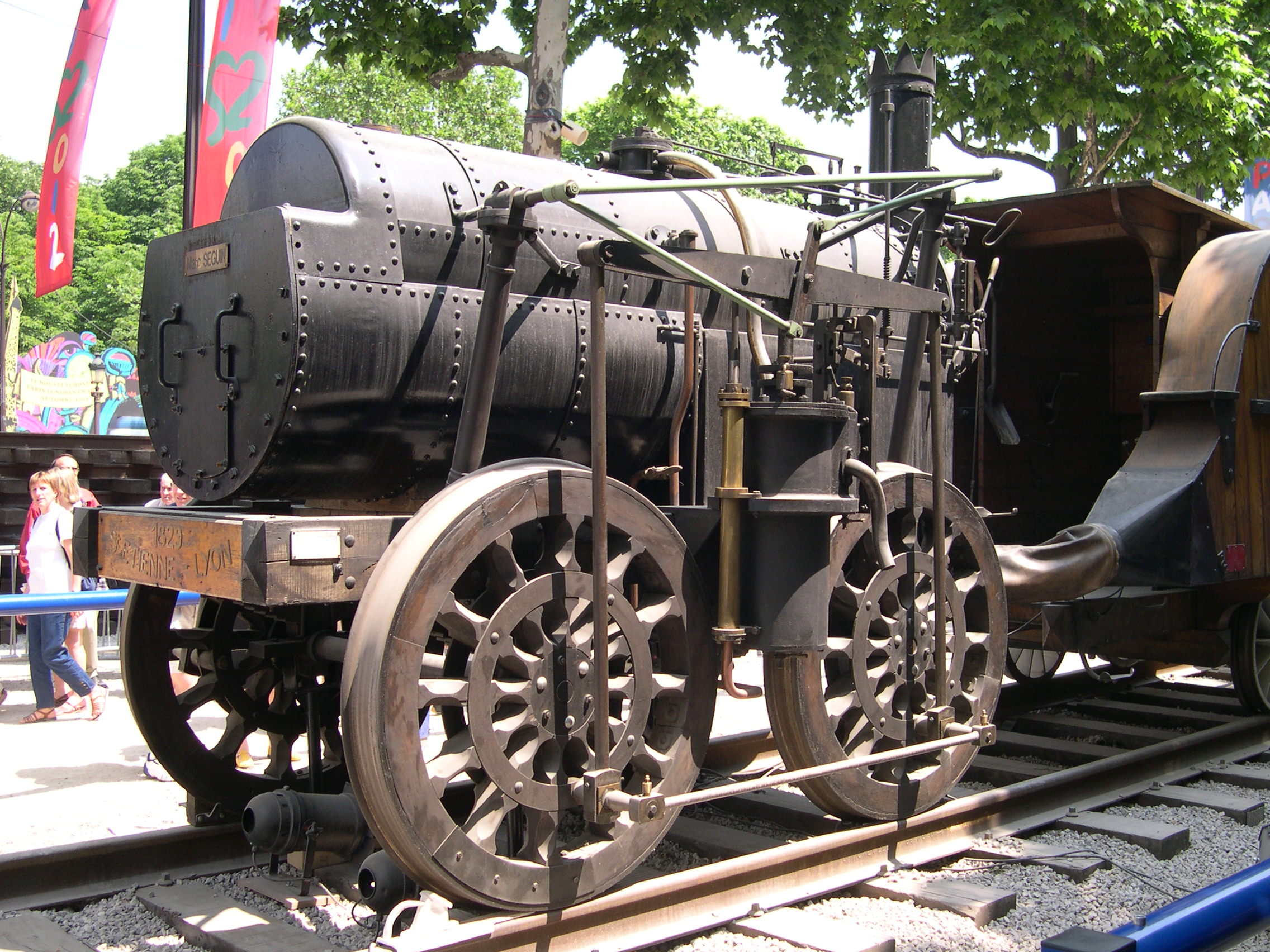
Uno dei primi esempi di trazione ferroviaria (locomotiva a vapore)

I sistemi per la trazione ferroviaria sono sempre stati uno degli elementi essenziali e caratteristici della ferrovia.
I mezzi di trazione in ferrovia sono definiti locomotive se specializzati prevalentemente per il traino dei convogli o alle manovre pesanti e aventi potenza superiore a 200 CV; automotori se destinati alle manovre leggere e aventi potenza inferiore a 200 CV; per le locomotive elettriche e diesel è invalso l'uso del termine "locomotore".
Un veicolo ferroviario destinato al trasporto dei passeggeri (e in alcuni rari casi delle merci) e dotato di motori di trazione è definito invece automotrice, anche se va precisato che benché tale termine non sia relativo solo ai veicoli a trazione termica, quando il veicolo è a trazione elettrica si preferisce usare il termine sostitutivo "elettromotrice".
Diffusi inoltre, con analogo significato relativamente al sistema di trazione, i termini "autotreno" ed "elettrotreno", riferiti sia ai lunghi veicoli articolati sia a convogli a composizione bloccata: tuttavia il secondo termine è molto più diffuso del primo, a causa soprattutto del fatto che, in maggioranza, i convogli con tali caratteristiche hanno trazione elettrica.

### Treni e materiale rotabile

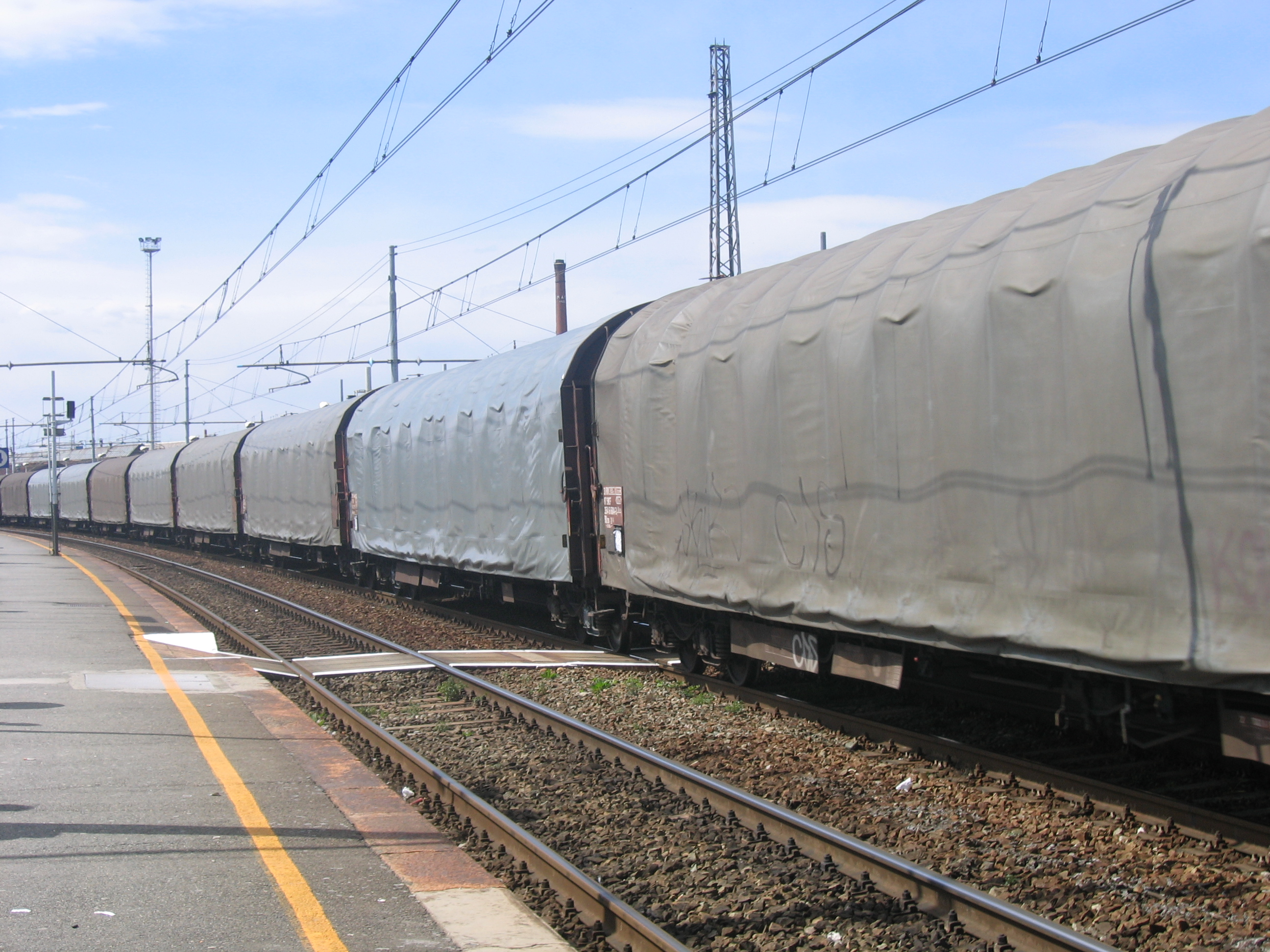
Treno merci.

Viene definito treno un convoglio costituito da uno o più veicoli che si muove lungo una linea, dal momento in cui riceve l'ordine di partenza e fino al punto di normale fermata. Il movimento di un convoglio entro i segnali di protezione di una stazione viene definito manovra.
L'insieme dei veicoli atti alla circolazione su ferrovia era definito materiale rotabile. Dal 2012, in base alle normative ANSF vigenti, ciascun mezzo circolante su ferrovia è definito veicolo.
La classificazione più classica comprende le seguenti voci:
- locomotive (in alcuni casi definite locomotori o automotori)
- elettrotreni
- autotreni
- automotrici ed elettromotrici
- carrozze viaggiatori e veicoli derivati (talora definiti furgoni)
- carri merci
- veicoli di servizio

## Regolazione del sistema ferroviario
La direttiva CEE n° 440 del 1991 ha posto le basi per una sostanziale riorganizzazione del sistema ferroviario europeo, la cui struttura era stabile da molti decenni e vedeva operare in ciascuna nazione aziende ferroviarie statali (e quindi monopoliste), spesso dipendenti dal Ministero dei Trasporti, affiancate da società private operanti su tratte minori spesso in regime di concessione.
Questa struttura si era determinata agli inizi del XX secolo, perché da una parte l'importanza strategica (militarmente ed economicamente) del sistema ferroviario e dall'altra la difficoltà delle imprese private preesistenti a sostenersi con i soli ricavi da traffico, garantendo nel contempo un adeguato livello di manutenzione di infrastrutture e rotabili, avevano spinto gli stati a nazionalizzare le ferrovie. La direttiva invece, imponendo la separazione contabile tra la gestione dell'infrastruttura e quella dei servizi di trasporto, ha posto le basi per la liberalizzazione e l'apertura alla concorrenza del mercato del trasporto ferroviario.
Lo stato Italiano ha recepito la direttiva, che ha portato alla separazione dei vari rami di attività di competenza delle Ferrovie dello Stato e alla cessione di molte tratte di proprietà delle ferrovie concesse a privati alle rispettive regioni di appartenenza, demandando a esse non solo l'esercizio ma anche la relativa attività normativa. Anche alcune tratte ex-FS, perlopiù dismesse, sono state trasferite in proprietà alle regioni. La grande maggioranza delle tratte di proprietà FS è stata assegnata a un gestore dell'infrastruttura, Rete Ferroviaria Italiana (RFI), che ha tra i suoi compiti principali la manutenzione, la gestione della circolazione, l'assegnazione della capacità ferroviaria (in termini di "tracce orarie" o slot), la riscossione dei diritti di circolazione e l'attività di controllo delle società operatrici di servizi (imprese ferroviarie) per ciò che concerne la sicurezza della circolazione.
Per le Ferrovie dello Stato la gestione del servizio passeggeri è stata data in carico a una società distinta, Trenitalia: sia Trenitalia che i vari gestori privati operanti sulle tratte ferroviarie sono tenuti a pagare dei diritti per l'utilizzo delle linee e dei servizi al gestore dell'infrastruttura. La liberalizzazione dei servizi su queste tratte è iniziata nel 2007 con il traffico merci e con il traffico passeggeri a corto raggio (regionale e locale), mentre a partire dal 2010 dovrà essere esteso anche alle tratte internazionali e nazionali.
I servizi di trasporto locale su rete statale rimangono di competenza esclusiva delle regioni che li affidano in concessione a imprese ferroviarie (anche pubbliche e anche se già esercenti di tratte regionali, purché in possesso di licenza di esercizio e copertura finanziaria) mediante pubblica gara con contratti aventi durata pluriennale limitata. Solo alcune regioni tuttavia sono già migrate a questo nuovo sistema e hanno bandito gara, nelle altre il servizio viene provvisoriamente esercito da Trenitalia in quanto impresa ferroviaria "erede" dell'ex-monopolista. L'organizzazione del servizio merci e passeggeri non-locale è compito delle Imprese Ferroviarie, il cui status deve essere garantito dal possesso di una licenza ferroviaria e dalla disponibilità di materiale rotabile omologato e dotato di certificato di sicurezza.
Nei tempi prestabiliti le varie imprese ferroviarie richiedono ai gestori dell'infrastruttura l'assegnazione di "capacità ferroviaria" per effettuare servizi merci o passeggeri non-locali.La capacità ferroviaria necessaria all'effettuazione di servizi di trasporto passeggeri locale non viene richiesta dall'impresa ferroviaria affidataria bensì dalla regione cui compete, preventivamente rispetto all'effettuazione della gara di affidamento. Eventuali conflitti nella richiesta di capacità vengono sciolti dal gestore dell'infrastruttura in base a criteri stabiliti per legge, per i servizi passeggeri locali in particolare possono essere previsti criteri di priorità differenziati per tratta e fascia oraria.
Alcune società che gestiscono unitariamente infrastrutture di proprietà regionale (gestendone quindi sia infrastrutture che servizi) sono anche Imprese Ferroviarie licenziatarie per la rete statale, ove effettuano solo servizi (perlopiù merci, ma anche servizi passeggeri locali di affidamento regionale), in diversi casi con corse che si svolgono a cavallo tra tratte nazionali (RFI) e tratte regionali di competenza. Un esempio di gestione mista è quella di Ferrovie Nord Milano, che effettua servizio passeggeri su tratte sia concesse che statali, ed effettua servizio merci tramite una società controllata.

## Record

### Per altitudine
- La Ferrovia del Qingzang che collega Xining in Cina e Lhasa in Tibet è la più alta del mondo: arriva a 5072 metri e a 5068 metri si trova la stazione più alta del mondo, quella di Tanggula. Per più di 950 km i treni corrono oltre i quattromila metri: le carrozze sono pressurizzate, con maschere per l'ossigeno disponibili in caso di necessità.
- La ferrovia a cremagliera che va più in alto si trova in Colorado: la Manitou and Pikes Peak Railway, inaugurata nel 1891, che si inerpica da Manitou Springs alla cima del Pikes Peak (4302 m). In Svizzera è situata la stazione più alta d'Europa, quella della Ferrovia della Jungfrau, a 3454 metri.

### Per lunghezza
- Si trova in Mauritania la linea sulla quale corrono treni tra i più lunghi al mondo, fino a due chilometri e mezzo, i quali, trainati da tre o quattro locomotive, attraversano il deserto dalle miniere di ferro di Zouérat al porto di Nouadhibou.
- La Ferrovia Transiberiana, lunga 9289 km, collega Mosca con Vladivostok e attraversa ben otto fusi orari.

### Tipologie particolari
- In Cina, si trova il treno a levitazione magnetica più veloce: è il Transrapid di Shanghai che raggiunge i 431 km/h e collega Shanghai al suo aeroporto. Altre due linee a levitazione magnetica si trovano in Giappone e Corea del Sud.
- Wuppertal, in Germania, fu costruita nel 1901 la Wuppertaler Schwebebahn, ferrovia sospesa ancor oggi in funzione, lunga 13,3 km con i convogli appesi alla monorotaia.[5]

## Flora ferroviaria
Il botanico svizzero Ernesto Schick dedicò alla flora che colonizza le infrastrutture ferroviarie il suo testo più noto, Flora ferroviaria. Le particolari condizioni ambientali come la presenza di pietre, il passaggio frequente di veicoli, l'uso massiccio di diserbanti, unite alla presenza di semi non autoctoni trasportati dai treni e dai viaggiatori, creano infatti in queste aree un singolare habitat in cui è possibile riscontrare una grande biodiversità.